# Pozo de la Serna
Pozo de la Serna es una localidad perteneciente al municipio español de Alhambra, en la provincia de Ciudad Real.

## Situación
En el cruce formado por las carreteras CM-412 y CR-644. Se encuentra al este de Valdepeñas, al sur de San Carlos del Valle, al oeste de Alcubillas y al norte de Castellar de Santiago. Depende de Alhambra que se encuentra a 35 kilómetros (yendo por La Solana).

## Monumentos
- La Casa Grande.
- Iglesia parroquial de Nuestra Señora del Carmen.

## Fiestas
- El Sagrado Corazón (viernes siguiente al Corpus Christi).
- Fiestas del Carmen (16 de julio).

## Evolución demográfica
| 2000 | 2001 | 2002 | 2003 | 2004 | 2005 | 2006 | 2007 | 2008 | 2009 | 2010 | 2014 | 2015 |
| 343  | 339  | 340  | 342  | 348  | 344  | 351  | 348  | 340  | 334  | 335  | 332  | 330  |

- Datos: Q6083850